# Jean-Gabriel Montador
Pour les articles homonymes, voir Montador.
Jean-Gabriel Montador, né le 3 novembre 1947 à Ferryville en Tunisie, est un peintre, aquarelliste, pastelliste et lithographe français.

## Biographie
Fils du Boulonnais François Joseph Montador (1912-1994), officier des équipages de la Marine nationale française dans les Forces navales françaises libres (il restitue le parcours de celui-ci dans la bande dessinée intitulée Mes années brumes qu'il signe en 2023), Jean-Gabriel Montador naît en novembre 1947 à Ferryville en Tunisie.
Apprenant le dessin auprès de Pierre Gautiez et autodidacte en peinture, participant en 1970 à la restauration d'une fresque de 6 000 m2 dans l'Abbaye Saint-Pierre de Moissac avant de créer sa propre galerie à Dieppe, il devient en 1989 peintre officiel de la Marine française. Il possède une excellente maîtrise de la technique du trompe-l'œil, et combine le réalisme de sa représentation avec une touche de magie très personnelle qui tend vers un surréalisme ironique : « il préfère l'hyperréalisme mais ne dédaigne pas d'employer quelques recettes du surréalisme pour surprendre, étonner ou amuser » confirme-t-on ; pour Philippe Briend, « il a le privilège de savoir figer et traduire ce qui rend le moment rare ».
Installé à Dieppe avec l'artiste peintre Corinne Quibel, son exposition à Sainte-Marguerite-sur-Mer en 2014 a inspiré à Magali André-Soulié le poème intitulé « Jean-Gabriel Montador ».

## Illustrations
- Couverture de l'album Amadou Tilo de Touré Kunda, 1983[8].
- Affiche Dieppe, c'est l'Amérique, 1987.
- Couverture du catalogue du 14e Festival du film américain de Deauville, 1988.

## Expositions

### Personnelles
- Centre d'animation lyrique et culturel de Rochefort-sur-Mer, 1988.
- Maison de Tahiti, Paris, 1995.
- Salle du Point de rencontre, Sainte-Marguerite-sur-Mer, juillet-août 2014[6].
- Musée du Bord de mer, Bénodet, juin-septembre 2022[9].

### Collectives
- Peintres normands, musée des beaux-arts de Rouen, 1980.
- Salon des beaux-arts de Rouen (sociétaire), 1982, 1985.
- Salon d'Automne, Paris, 1985, 1986, 1987, sociétaire en 1989[10].
- Salon des indépendants, Paris, 1986.
- Salon du Lions-Club d'Eu (Seine-Maritime), Jean-Gabriel Montador invité d'honneur, avril-mai 1988[11].
- Éric Bari, Ronan Olier, Jean-Gabriel Montador, Anne Smith : quatre peintres officiels de la Marine, Thermes marins, Saint-Malo, mai-juin 2009[5].
- Ensemble : Jean-Gabriel Montador et Corinne Quibel, chapelle d'Etran, Martin-Église, mai 2013.
- Les peintres officiels de la Marine, L'Abri du canot de sauvetage, Roscoff, juillet-août 2015.
- Salon d'automne de Boé - Jean-Gabriel Montador et Corinne Quibel, espace François-Mitterrand, Boé, octobre-novembre 2015[12].
- Jean-Gabriel Montador et Corinne Quibel, espace Jacques-Prévert, Mers-les-Bains, juillet-août 2021[13],[14].

## Réception critique
- « Jean-Gabriel Montador est de ces artistes capables de prouver que la possession d'une maîtrise technique n'a jamais nui à l'originalité de l'expression. C'est ainsi qu'en un esprit personnel il est à même de réaliser aquarelles, huiles et pastels avec autant de puissance suggestive que d'autorité dans le métier. Selon moi, toute œuvre n'est totalement satisfaisante que si son potentiel émotionnel se trouve exalté par les ressources de l'exécution. C'est le cas de celle qu'avec autant de loyauté, d'invention, de goût que de savoir, Montador édifie dans une courageuse indifférence aux modes, toujours pernicieuses. Qu'il traite d'objets dont, en authentique poète plastique, il parvient à transcender l'ordinaire, de paysages qu'il particularise au point de leur donner une âme, ou de figures d'une présence presque dérangeante tant "elles sont là", ce jeune peintre si estimable ne cesse de renforcer en nous l'espoir que tout n'est pas perdu, dans un monde qui semble prendre un bien singulier plaisir à courir à sa perte. » - Michel Ciry[15]
- « Sa maîtrise du trompe-l'œil est reconnue, combinant le réalisme de la représentation avec une touche qui oscille entre surréalisme et hyperréalisme. » - François Bellec de l'Académie de Marine[3]

## Prix et distinctions
- Médaille de bronze, Salon des peintres de la Marine, 1982.
- Grand Prix d'aquarelle, 37e Grand Prix de Deauville, 1986[3].
- Médaille d'or, 3e Grand Prix de peinture à l'eau, Vascoeuil, 1986.
- Prix Pierre-Loti, Rochefort-sur-Mer, 1987[3].
- Peintre officiel de la Marine, 1989[3].

## Conservation

### Collections publiques
- Château-musée de Dieppe, Marine.
- Conseil général de la Seine-Maritime, Rouen.

### Collections privées
- Crédit industriel de Normandie, Dieppe[11].